# Farman III
O Farman III, também conhecido como biplano Henry Farman de 1909 foi um antigo avião francês, em configuração por impulsão projetado e construído por Henri Farman, em 1909. O seu desenho foi muito copiado, tanto que aviões de desenho similar eram muitas vezes chamados de "tipo Farman".

## Antecedentes
O primeiro avião de Henry Farman foi comprado dos irmãos Voisin (Charles e Gabriel) em 1907. Logo depois dos seus primeiros voos, Farman começou a modificar e melhorar aquele avião, que, em sua versão final, ficou conhecido mais tarde como Farman I ou Voisin-Farman I. Em 1908, Farman recobriu o avião com tecido emborrachado e adicionou "cortinas laterais", e ele foi redesignado como Farman I-bis.
Depois das demonstrações de voo realizadas por Wilbur Wright em Le Mans em agosto de 1908, Farman colocou ailerons no avião.
Os irmãos Voisin construíram um outro avião, ao qual chamaram de Farman II, incorporando refinamentos especificados por Henry Farman. Mais tarde, Voisin vendeu esse avião para J.T.C. Moore-Brabazon. Brabazon, logo em seguida exportou esse avião para a Inglaterra, onde ele ficou conhecido como Bird of Passage. Esse episódio aborreceu Farman, e fez com que sua associação com Voisin fosse desfeita no início de 1909, iniciando a atividade de construção de aviões por conta própria.

## Projeto e desenvolvimento

Cartão postal de 1909 com ilustração do Farman III.

O Farman III era, assim como o Voisin, um biplano por impulsão, com um único profundor frontal, e dois planos de leme na cauda sustentados por suportes. O projeto de Farman eliminou a cobertura da cabine do piloto que também carregava o profundor no Voisin. Ao invés disso, o profundor foi montado em dois pares de suportes convergentes. O controle lateral era obtido por ailerons tanto na asa superior quanto na inferior. O trem de pouso também era bastante diferente, substituindo o par de rodas por um par de esquis, cada um carregando um par de rodas presas através de cordões elásticos.
Quando do seu primeiro voo em abril de 1909, o avião tinha superfícies verticais fixas carregando lemes duplos na extremidade, e ailerons muito próximos ao bordo das asas. As superfícies fixas foram removidas e os ailerons substituídos por outros menores quando o avião reapareceu em Reims em agosto. O motor original era um Vivinus de 4 cilindros em linha refrigerado à água de 50 hp. Farman logo introduziu um plano de cauda aberto com lemes nas extremidades. Ele também substituiu o motor por um Gnome Omega giratório de 50 hp mais confiável durante a Grande Semaine d'Aviation em Reims, e essa confiabilidade do motor contribuiu muito para seu sucesso naquele evento. Essa substituição de motor pouco antes do início do evento, gerou protestos dos concorrentes, que tentaram desclassificá-lo.
O Farman III teve grande influência no desenho de aviões na Europa, especialmente na Inglaterra. Desenhos e detalhes do avião foram publicados na Inglaterra pela revista Flight International, e ele foi tão copiado que o esse layout passou a ser chamado de "tipo Farman". Entre essa "cópias" estavam: o Bristol Boxkite, o Short S.27 e o Biplano de Howard Wright de 1910. O avião da Bristol era tão similar ao desenho de Farman que ele cogitou numa ação legal.
Farman foi recompensado com o sucesso comercial, e vários exemplares desse modelo foram vendidos. O Farman III também foi construído na Alemanha pela Albatros-Flugzeugwerke em Jonannistal como o Albatros F-2.

## Biplano da Copa Michelin de 1910

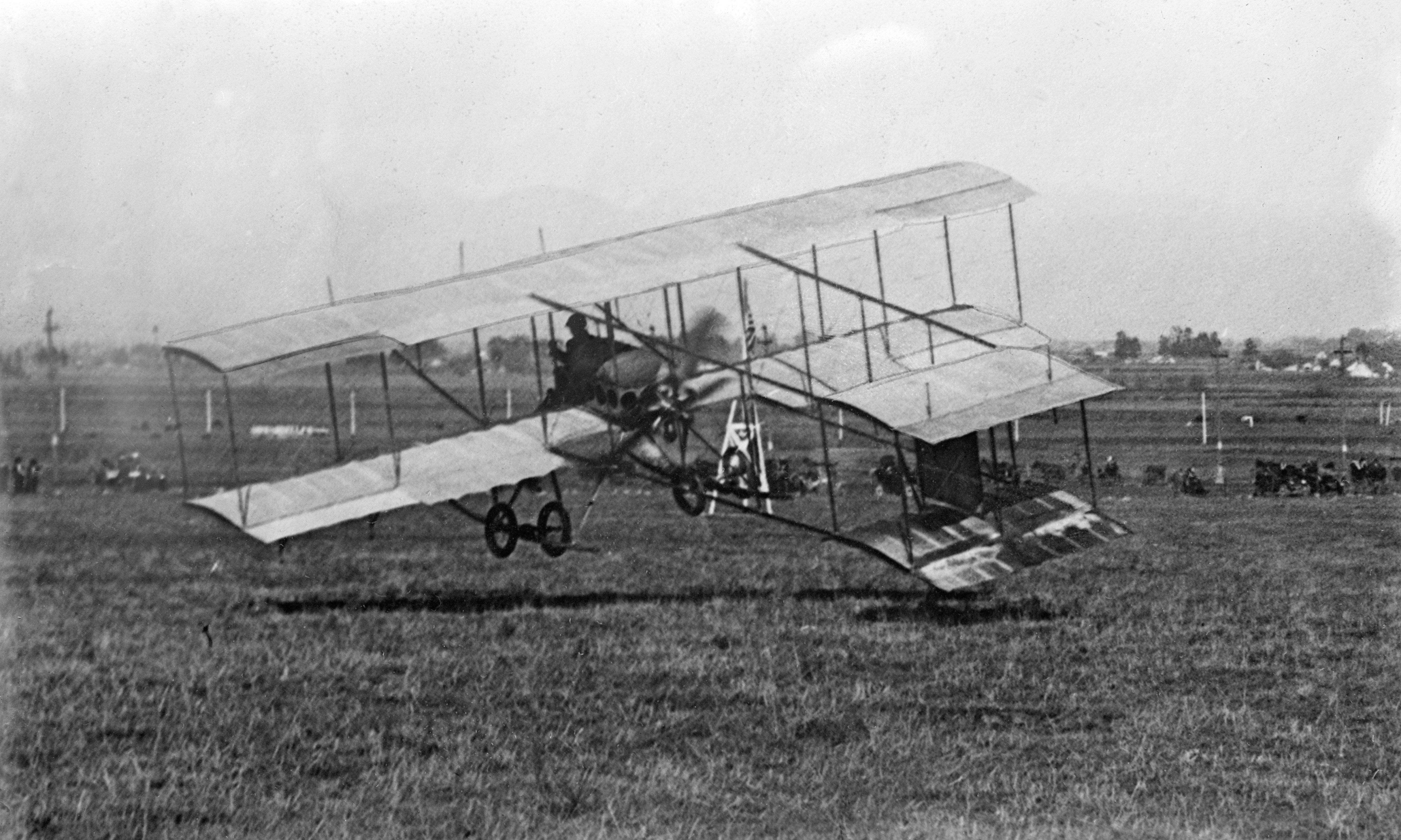
O Farman III de Louis Paulhan decolando na Califórnia em janeiro de 1910.

Produzido com a intenção de efetuar uma tentativa de vencer a Michelin Cup (competição de longa distância), esse exemplar tinha a mesma configuração básica, mas possuía asas superiores 2,5 m mais longas perfazendo uma área de asa de 70 m² e uma cabine mais longa para proteger o piloto do frio. Os ailerons foram colocados apenas na asa superior, e os tanques de combustível e óleo foram aumentados para 230 e 80 litros respectivamente para permitir uma autonomia de 12 horas.

## Recordes
Em 1909, Henry Farman estabeleceu dois recordes de distância em voo: com um de 180 km em 3 horas e 5 minutos em Reims em 27 de agosto; e outro de 232 km em 4 horas, 17 minutos e 53 segundos em Mourmelon em 3 de novembro, sendo que esse último também venceu a International Michelin Cup daquele ano.

## Diferenças do biplano de Maurice Farman
O irmão de Henry Farman, Maurice Farman, construiu seu próprio biplano em 1909, realizando seu primeiro voo em fevereiro daquele ano. Ambos os aviões, foram derivados do biplano Voisin de 1907, todos tendo a mesma configuração básica. O avião de Henry era diferente do de Maurice por não ter a cabine do piloto coberta e por não usar o motor Renault de cilindros em linha. Maurice e Henry passaram a trabalhar de forma mais colaborativa em 1912.

## Especificação
Dados de Orbis (1985):
- Características gerais:
  - Tripulação: um
  - Comprimento: 12 m
  - Envergadura: 10 m
  - Altura: 3,5 m
  - Área da asa: 40 m²
  - Peso abastecido: 550 kg
  - Motor: 1 x Gnome Omega giratório de 7 cilindros, de 50 hp.

- Performance:
  - Velocidade máxima: 60 km/h